# エイブラハム・ビーム
エイブラハム・デイヴィッド・ビーム（英語：Abraham David Beame、1906年3月20日 – 2001年2月10日）は、アメリカ合衆国の政治家。ニューヨーク市長を務めた。通称はエイブ・ビーム（Abe Beame）。1970年代中期のニューヨーク市の財政危機を乗り切った。ちなみにこの危機は、ほとんど財政破綻を宣言せざるを得なかったほどであった。

## 生涯
1906年3月20日にイギリスのロンドンでポーランド系ユダヤ人の家庭に誕生し、ニューヨークのロウアー・イースト・サイドで育つ。彼は、ニューヨーク市長として最初のユダヤ教徒だった（フィオレロ・H・ラガーディアは母方のみユダヤ人の家系）。
1952年から1961年までニューヨーク市の予算担当重役を務める。民主党員であり、1961年と1969年に市の会計監査官に選ばれ、2期を務める。
1965年に民主党から市長選挙に立候補するも、共和党候補ジョン・V・リンゼイに敗北する。1973年の市長選挙でニューヨーク州のジョン・マーキ上院議員を下し、歴史的な財政危機の解決に尽力し、任期の多くを財政破綻の回避に費やした。人員削減に鉈を振るい、賃金を凍結して予算を再編成すると共に、ニューヨーク大停電への対処にも奔走した。
山あり谷ありの4年に渡る市長生活の後、1977年には2期目に立候補するも、民主党の予備選挙でエドワード・I・コッチ連邦下院議員とマリオ・クオモ州務長官に次ぐ3位に留まった。
2001年に開心術による併発症で死去した。94歳であった。